# Wereldkampioenschappen schoonspringen 1986
Schoonspringen was een van de vier sporten die deel uitmaakte van de Wereldkampioenschappen zwemsporten 1986, de andere sporten waren zwemmen, synchroonzwemmen en waterpolo. De wedstrijden vonden plaats van 13 tot en met 23 augustus 1991 in Madrid, Spanje.

## Podia

### Mannen
| Discipline:       | Goud:                          | Score  | Zilver:            | Score  | Brons:                         | Score  |
| Mannen 3 m plank  | Greg Louganis Verenigde Staten | 750,06 | Tan Liangde China  | 692,28 | Li Hongping China              | 642,06 |
| Mannen 10 m toren | Greg Louganis Verenigde Staten | 668,58 | Li Kongzheng China | 624,33 | Bruce Kimball Verenigde Staten | 599,91 |

### Vrouwen
| Discipline:        | Goud:          | Score  | Zilver:        | Score  | Brons:                        | Score  |
| Vrouwen 3 m plank  | Gao Min China  | 582,90 | Li Yihua China | 549,42 | Marina Babkova Sovjet-Unie    | 525,21 |
| Vrouwen 10 m toren | Chen Lin China | 449,67 | Lu Wei China   | 422,25 | Wendy Wyland Verenigde Staten | 412,47 |

## Medaillespiegel
| Plaats | Land             | Goud | Zilver | Brons | Totaal |
| 1      | China            | 2    | 4      | 1     | 7      |
| 2      | Verenigde Staten | 2    | 0      | 2     | 4      |
| 3      | Sovjet-Unie      | 0    | 0      | 1     | 1      |
| Totaal | Totaal           | 4    | 4      | 4     | 12     |

Zwemmen · Schoonspringen · Synchroonzwemmen · Waterpolo
Belgrado 1973 · 
Cali 1975 · 
West-Berlijn 1978 · 
Guayaquil 1982 · 
Madrid 1986 · 
Perth 1991 · 
Rome 1994 · 
Perth 1998 · 
Fukuoka 2001 · 
Barcelona 2003 · 
Montréal 2005 · 
Melbourne 2007 · 
Rome 2009 · 
Shanghai 2011 · 
Barcelona 2013 · 
Kazan 2015 · 
Boedapest 2017 · 
Gwangju 2019 · 
Boedapest 2022 · 
Fukuoka 2023 · 
Doha 2024